# Peter McGill

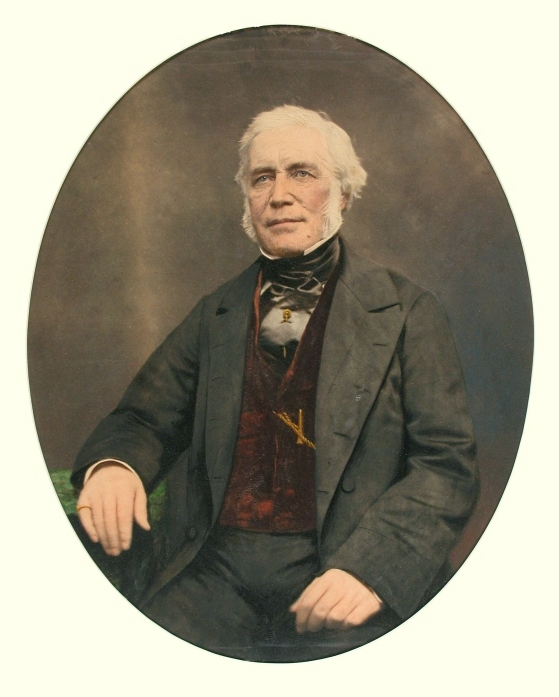
Peter McGill

Peter McGill (* August 1789 in Creebridge, Wigtownshire, Schottland; † 28. September 1860 in Montreal; bis 1821 Peter McCutcheon) war ein schottisch-kanadischer Politiker und Bankier. Er war Parlamentsabgeordneter in der Kolonie Niederkanada, von 1836 bis zu seinem Tod Präsident der Bank of Montreal sowie Bürgermeister Montreals von 1840 bis 1842.

## Biografie
Er wanderte 1809 nach Kanada aus und ließ sich in Montreal nieder. Sein Onkel mütterlicherseits, der reiche Pelzhändler James McGill, verschaffte ihm eine Anstellung beim Handelsunternehmen Parker, Gerrard, Ogilvy & Co. James McGill verstarb 1813 kinderlos und vermachte einen Teil des Vermögens seinem Neffen, unter der Bedingung, dass er seinen Familiennamen annahm. Aufgrund eines jahrelangen Rechtsstreits mit der Familie der Witwe konnte das Erbe erst 1821 angetreten werden.
Peter McGill, wie er sich nun nannte, hatte 1820 ein eigenes Handelsunternehmen gegründet. Während der Hauptsitz der Peter McGill & Co. in Montreal hauptsächlich britische Fertigwaren importierte, handelte die Niederlassung in Québec mit Holz. Später kam der Export von Nahrungsmitteln, Alkohol und Kalisalz hinzu. Ab 1819 war McGill im Verwaltungsrat der zwei Jahre zuvor gegründeten Bank of Montreal vertreten, Kanadas ältester Bank. Er stieg 1830 zum Vizepräsidenten auf und wurde 1834 zum Präsidenten gewählt. Dieses Amt übte er über ein Vierteljahrhundert lang bis zu seinem Tod aus.

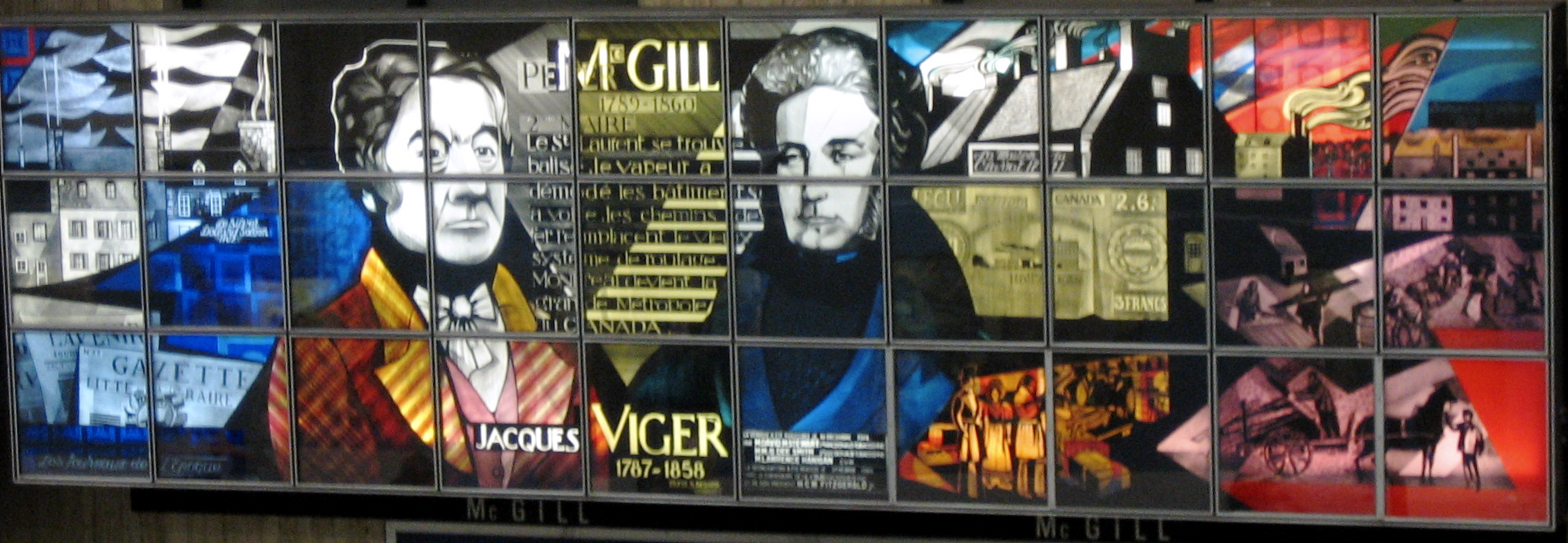
Glasmalerei in der Metrostation McGill, auf der Peter McGill und Jacques Viger abgebildet sind.

1832 folgte die Ernennung McGills ins Oberhaus der Kolonie Niederkanada. Im selben Jahr gründete er zusammen mit John Molson und anderen Montrealer Geschäftsleuten die Champlain and St. Lawrence Railroad und wurde deren erster Vorsitzender. Die Eisenbahnstrecke nach Saint-Jean-sur-Richelieu, die erste in Kanada, nahm vier Jahre später ihren Betrieb auf. Von 1838 bis 1841 saß McGill im Special Council, der nach der Niederschlagung der Rebellionen von 1837 vorübergehend die exekutive Macht ausübte. Von 1840 bis 1842 amtierte er als Bürgermeister Montreals. Ab 1845 gehörte McGill dem Verwaltungsrat der Atlantic and St. Lawrence Railroad an, ab 1853 der Grand Trunk Railway. Als Speaker des Oberhauses der Provinz Kanada gehörte er 1847/48 der Regierung an.
Nach ihm ist die Station McGill der Metro Montreal benannt.